# (471143) 2010 EK139
(471143) 2010 EK139 とは、準惑星の候補天体である太陽系外縁天体の1つ。
2018年9月25日、スラブ神話の自然と森、狩猟の女神にちなんで「ジェヴァンナ (Dziewanna)」と命名された。

## 発見
2010 EK139 は、ラスカンパナス天文台にてOGLEが2010年3月13日に発見した小惑星である。観測情報の精査の結果、2002年、2003年、2005年にもNEATによって合計12回観測されていた事がわかった。

## 軌道の性質
2010 EK139 の軌道長半径は69.2AUであり、公転周期は575年である。これは海王星との2:7の軌道共鳴に相当する共鳴外縁天体である。2:7の軌道共鳴は珍しく、他に (160148) 2001 KV76 と 2009 KM30 しか知られていない。また、これは関係性が確実な中では、1:4に相当する 2003 LA7 に次いで公転周期の長い関係である。
2010 EK139 の軌道離心率は0.530もあるため、近日点距離は海王星にほど近い32.53AU、遠日点距離は105.8AUとなる。また軌道傾斜角はやや傾いており、29.442度である。次回は2038年11月22日から26日に近日点に達すると計算されており、逆算すると前回は1463年8月13日に近日点を通過していたはずである。

## 物理的性質
2010 EK139 の絶対等級は3.8であり、これは小惑星番号が付与されていない中では最大の値である。2010年12月23日にハーシェル宇宙望遠鏡は 2010 EK139 を観測し、アルベドを0.25+0.02
−0.05と測定した。この値から推定される 2010 EK139 の直径は470+35
−10kmである。一方、ケック天文台でマイケル・ブラウンが観測した結果、衛星を発見する事は出来なかった。衛星があればその公転周期から質量が判明するが、それがない場合、質量は平均密度を仮定した推定となる。仮に冥王星型天体によく与えられる値である2.0g/cm3を仮定すると、質量は1.09×1020kgとなる。
その他、2010 EK139 の自転周期は7.07時間と測定されている。また、アルベドと距離から推定される表面温度は最大-228℃ (45K) 、最低-247℃ (26K) となる。